# Live in St. Petersburg
Live in St. Petersburg is een livealbum van Erik Norlander and Friends. Norlander timmerde jaren aan de weg met zijn band Rocket Scientists en de band rondom Lana Lane, maar bracht ook regelmatig soloalbums uit. In 2006 verscheen een dvd/cd van een (gedeelte) van een concert dat hij met zijn muzikale vrienden gaf in MANEZH in Sint-Petersburg.

## Musici
- Erik Norlander – toetsinstrumenten
- Kelly Keeling – zang, basgitaar
- Lana Lane – zang
- Peer Verschuren – gitaar
- Ernst van Ee – slagwerk

## Muziek
| Nr. | Titel                                   | Duur |
| --- | --------------------------------------- | ---- |
| 1.  | Fanfare for the absent friends (part 1) |      |
| 2.  | Neurostar                               |      |
| 3.  | Dreamcurrents                           |      |
| 4.  | Mariner                                 |      |
| 5.  | A salty dog                             |      |
| 6.  | Sky full of stars                       |      |
| 7.  | Alexandria                              |      |
| 8.  | Guardian angel                          |      |
| 9.  | Oblivion days                           |      |
| 10. | Peers gitaar solo                       |      |
| 11. | Beware of the vampires                  |      |
| 12. | Secrets of astrology/Ernsts drumsolo    |      |
| 13. | Fallen                                  |      |
| 14. | One of the machines                     |      |
| 15. | Fanfare for absent friends (part 2)     |      |

| Nr. | Titel                                     | Duur |
| --- | ----------------------------------------- | ---- |
| 1.  | Fanfare for absent friends (part 1)       |      |
| 2.  | Neurostar                                 |      |
| 3.  | Dreamcurrents                             |      |
| 4.  | Mariner                                   |      |
| 5.  | A salty dog                               |      |
| 6.  | Sky full of stars                         |      |
| 7.  | Alexandria                                |      |
| 8.  | Guardian angel                            |      |
| 9.  | Peers gitaar solo                         |      |
| 10. | Beware of the vampires                    |      |
| 11. | Fallen                                    |      |
| 12. | One of the machines                       |      |
| 13. | Fanfare for absent friends (studioversie) |      |
| 14. | From Russia with Love (studioversie)      |      |